# Emelőbak

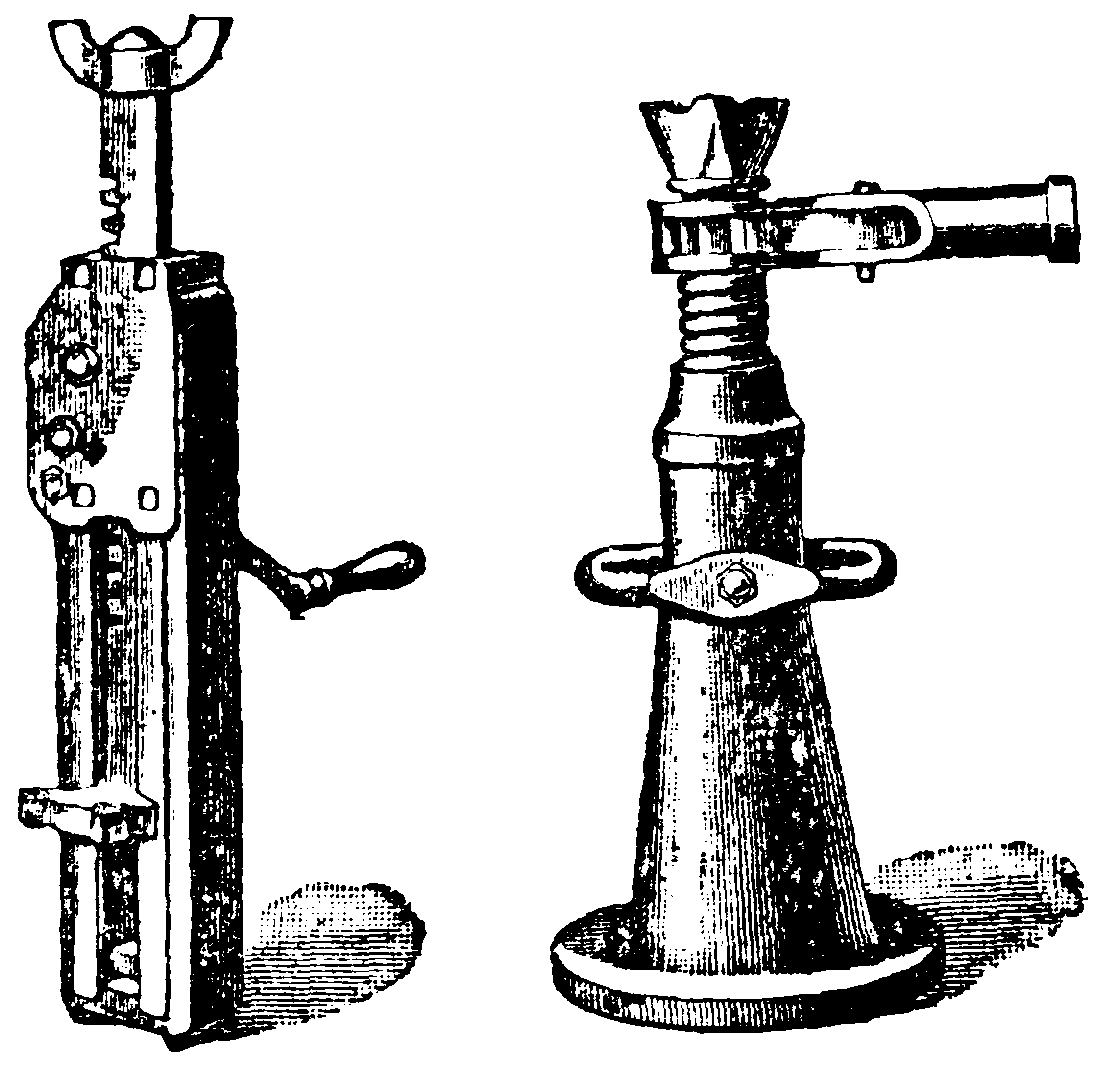
Fogasrudas és csavarorsós emelőbak 19. századi ábrázolása

Az emelőbak vagy emelő a legegyszerűbb emelőgépek közé tartozó, rendszerint kézi hajtású szerkezet, amelyet járművek (gépkocsik, vasúti kocsik) kis magasságra történő emelésére használnak (kocsiemelő bak), emellett hajó- és hídépítésnél, valamint sínhajlításnál is alkalmazzák. Működésükre jellemző, hogy forgómozgást egyenes vonalú mozgássá alakítanak, azaz a körkörösen hajtott szerkezetnek a terhet alátámasztó feje vagy agya egyirányú, vertikális mozgást ír le.
Kialakítását és üzemmódját tekintve az emelőbaknak több változata ismert:
- A fogasrudas emelő legfeljebb 20 tonna terhet képes 40 centiméteres magasságba emelni. A szerkezet függőleges tengelyét alkotó fogasrúd vagy fogasléc oldalába fogazatot munkálnak, amelybe oldalirányból egy vagy két fogaskerék illeszkedik. Ez utóbbit fogaskerék-áttételek közbeiktatásával, kézi hajtókar segítségével mozgatják, így annak forgatónyomatéka megemeli a fogasrudat. A rúd felső részén kiképzett, forgatható szarv támasztja alá az emelendő terhet. A fogasrúd-fogaskerék mozgatópár nem önzáró, így a hajtó- vagy forgatókar balesetveszélyes visszacsapódását kilincsmű akadályozza meg.
- A csavarorsós emelő legfeljebb 20 tonna teher 30 centiméteres magasságba történő emelésére, majd alátámasztására alkalmas. Többnyire szerelési, javítási munkálatoknál alkalmazzák, segítségével hozzáférhetővé teszik a jármű, berendezés, épületelem stb. megmunkálandó területét. A függőleges tengelyű csavarorsó felső végén elhelyezkedő fejrész szolgál a teher alátámasztására, menetes része pedig az emelőállvány felső részébe beépített, fűrész- vagy trapézmenetes csavaranyába illeszkedik. A fej furatán átvezetett rúd vagy kilincskerekes kereplőkar forgatásával az orsó spirálisan fut a menetben, a terhet alátámasztó fej pedig egyenes vonalban emelkedik. A szerkezet önzáró, ezzel a visszafutás vagy a teher visszaejtése megakadályozható. A nagyobb terhek emelésére rendszeresített csavarorsós emelők gépi üzemeltetésűek is lehetnek, anyaguk általában öntöttvas, az emelőbak talpát pedig szegecskötéssel a burkolathoz rögzítik.
- A pneumatikus emelő körülbelül 3 tonna tömegű terhet képes 1,5 méteres magasságba emelni. Működési elve a sűrített levegő nyomásán, légnyomásos erőátvitelén alapul, vagyis egy szabályozó segítségével a tárgyat emelő munkahengerbe sűrített levegő kerül, süllyesztésnél pedig a levegő a szabályozószelepen keresztül elhagyja a hengert.
- A hidraulikus emelő a folyadéknyomásos erőátvitel elvén működő, rendkívül nagy, akár 300 tonnás terhek megemelésére is alkalmas, de emelőmagassága mindössze 15–20 centiméter körüli. A terhet emelő munkahengerhez egy folyadékszekrény csatlakozik, ahonnan dugattyús olaj- vagy vízszivattyú emeli át az erőátvitel munkaközegét, a folyadékot a hengerbe. A munkahengerben dugattyú helyezkedik el, amelyet a beszívott folyadék nyomása a teherrel együtt megemel. Nehéz szerkezeti elemek vagy tartóelemek (pl. hidak, sínek) javításánál használják. A járműjavításban is széles körben elterjedt változata a hidraulikus krokodilemelő vagy az ollós emelőasztal. Ez utóbbi üzemtulajdonságai eltérnek a többi hidraulikus emelőbakétól: 2 tonnát képes nagyobb, 2 méteres magasságba emelni.